# جون غوردون (حكم كرة قدم)
جون غوردون (بالإنجليزية: John Gordon)‏ هو حكم كرة قدم بريطاني، ولد في 2 فبراير 1930 في إنفرنيس في المملكة المتحدة، وتوفي في 2000 في دندي في المملكة المتحدة.

## روابط خارجية
- جون غوردون على موقع Soccerway.com (الإنجليزية)